# Johannes Hermannus Berends
Johannes Hermannus Berends (* 4. April 1868 in Utrecht; † 24. Juli 1941 in Den Haag) war alt-katholischer Bischof von Deventer.

## Leben
Er wurde als Sohn des Theodorus Berends und der Wilhelmina Crevers (oder Cremoes) geboren. Ab dem 3. September 1881 besuchte er das Seminar in Amersfoort und studierte später altkatholische Theologie, unter anderem in Bonn.
Bei seiner Priesterweihe am 18. November 1894 war er bereits Dozent für Kirchengeschichte (seit dem 4. September 1893). Am 29. August 1929 wurde er zum Bischof von Deventer gewählt und empfing am 29. September 1929 in Den Haag die Bischofsweihe von Erzbischof Franciscus Kenninck. Im Jahre 1936 war er Präsident (voorzitter) der niederländischen Synode.
Zusammen mit Henricus van Vlijmen war er einer der ersten altkatholischen Bischöfe, die nach der Unterzeichnung des Bonn Agreement an der Weihe anglikanischer Bischöfe beteiligt waren.

## Werke
- De oud-katholieke Kerk van Nederland. Amsterdam 1901.
- De Oud-Katholieken. Baarn 1908.
- Het Onze Vader. Zaandam 1916.